# Epicauta floridensis
Epicauta floridensis är en skalbaggsart som beskrevs av Werner 1944. Epicauta floridensis ingår i släktet Epicauta och familjen oljebaggar. Inga underarter finns listade i Catalogue of Life.